# Gustav von Korompay
Gustav (von) Korompay (* 4. Januar 1833 in Wien; † 17. Februar 1907 in Wien) war ein österreichischer Architekt und Maler. International bekannt wurde er vor allem durch seine Mitarbeit an der Weltausstellung 1878 in Paris.

## Biographie

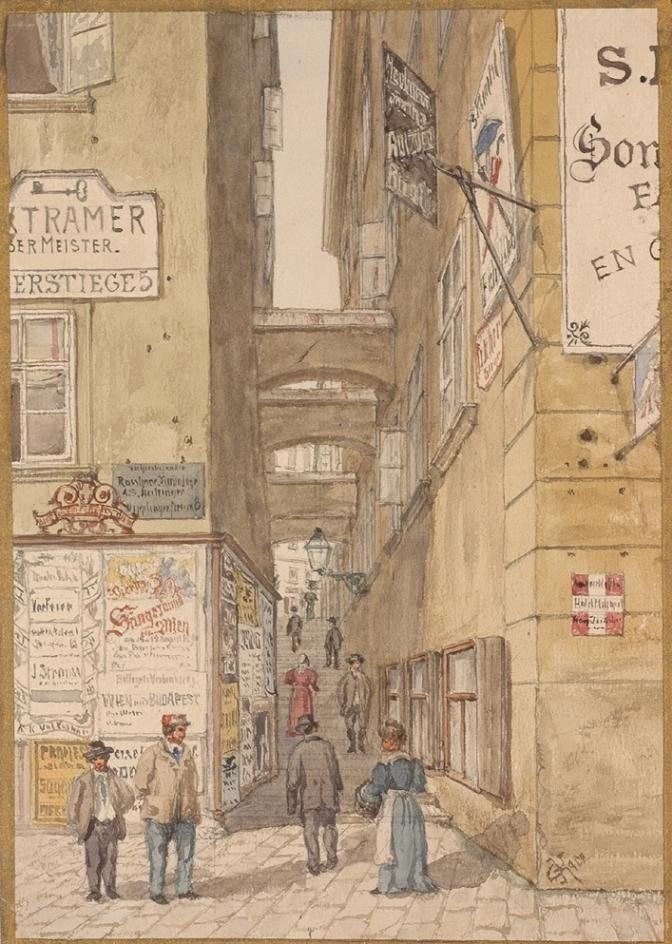
Gustav Korompay "Fischerstiege im 1. Bezirk von Wien" (1902)

Gustav (von) Korompay wurde am 4. Januar 1833 als Sohn des Baumeisters Adolf Korompay (1800–1864) in Wien geboren.
Er besuchte in Wien das Polytechnikum und von 1853 bis 1858 die Akademie der bildenden Künste, wo er unter Sicardsburg und van der Nüll hauptsächlich Architektur, aber auch bildende Kunst studierte.
1873 arbeitete er zusammen mit Carl von Hasenauer an den Gebäuden und Pavillons für die Wiener Weltausstellung, wo er auch für seine Leistungen die Fortschrittsmedaille erhielt.
1878 wurde er als Chefarchitekt mit der Leitung der technischen Abteilung der kaiserlich-königlichen Lokalkommission bei der Weltausstellung in Paris betraut; hierfür wurde er zum kaiserlich-königlichen Baurat ernannt.
In den Jahren 1857–1859 und 1879–1890 war er Mitglied des Österreichischen Ingenieur- und Architektenvereins, wo er durch Theodor Hoppe empfohlen wurde. Außerdem war er 1861–1895 Mitglied der Genossenschaft der bildenden Künstler Wiens.
Er arbeitete längere Zeit in Frankreich, hauptsächlich in Paris und Marseille.
In Wien gilt er als einer der ersten Architekten, die sich dem Neobarock zuwandten. In der damaligen Literatur wird er neben Karl König als einer der wichtigsten Vertreter dieser Stilrichtung in Wien genannt.
Neben seiner Tätigkeit als Architekt befasste er sich auch mit Malerei – i.d.H. Aquarelle mit Wiener Ansichten.
Er starb verarmt im Alter von 74 Jahren und wurde auf dem Wiener Zentralfriedhof begraben. Das Grab ist bereits aufgelassen.
Seine Söhne traten nicht in seine Fußstapfen:
- Karl Korompay, Postsparkassen-Oberrechnungsführer
- Arthur Korompay, kaiserlich-königlicher Post-Offizial
- Gustav Korompay, Gymnasiallehrer

## Werke
Wohn-/Geschäftsbauten:
- 1878–1879 Wohn- u. Geschäftshaus Wahliss, Wien 1, Kärntner Straße 17[4][5]
- 1880–1881 Ziererpalais, Wien 4, Argentinierstraße 25–27 (später Kranzpalais bzw. Handelsvertretung der Russischen Föderation)
- 1885–1886 Wohn- u. Geschäftshaus Mattoni-Hof, Wien 1, Tuchlauben 12 / Brandstätte
- 1892–1893 Wohnhaus, Wien 1, Seilerstätte 17 / Fichtegasse
- 1897–1898 Villa Rosa, Wien 23, Haymogasse 53

Geplante, aber nicht nach seinen Plänen realisierte Projekte:
- 1871 gewann er bei einem Wettbewerb für die erste Ausbaustufe des Zentralfriedhofs für seinen Entwurf den dritten Preis[6]
- 1876 gewann er für seinen Entwurf zum Theaterbau im böhmischen Karlsbad den ersten Preis